# Il cane e il pezzo di carne
Il cane e il pezzo di carne oppure Il cane e la carne (Canis per fluvium carnem ferens) è la quarta favola del primo libro delle Fabulae dell'autore latino Fedro, scritte nel I secolo.

## Trama
Un cane si è conquistato un pezzo di carne e cerca un posto dove poterserlo gustare. Decide di mangiarlo vicino al fiume e avvicinatosi all'acqua vede il suo riflesso. Credendo che si tratti di un altro cane con un secondo pezzo di carne, decide di provare ad azzannare il riflesso della bistecca così da potersi mangiare il doppio della carne, ovvero sia la bistecca che già possiede che quella del presunto sosia. Ma appena prova a prendere quell'altra bistecca, quella che aveva già in bocca gli cade nel fiume e la perde e così invece di prendersi il doppio lo sciocco cane resta a bocca asciutta.

Morale della favola: a volte cercando di avere il doppio, si perde quello che già si aveva.